# Gilles Sauron
Pour les articles homonymes, voir Sauron (homonymie).
Gilles Sauron, né en 1950, est un historien et archéologue français, professeur émérite de l'université de Paris-Sorbonne.
Spécialiste de l’art romain, il a présidé en 1997 la Société française d’archéologie classique, et en 2002 la Société des Études Latines.

## Publications
- Quis deum ? L’expression plastique des idéologies politiques et religieuses à Rome à la fin de la République et au début du Principat, dans BEFAR, 285, Rome, Palais Farnèse, 1994, IV-736 p., 14 fig., LXXII pl. photo. h.t.
- La grande fresque de la villa des Mystères à Pompéi. Mémoires d’une dévote de Dionysos, Paris, Picard, coll. « Antiqua », 1998, 168 p.
- L’histoire végétalisée. Ornement et politique à Rome, Paris, Picard, coll. « Antiqua », 2000, 250 p.
- La peinture allégorique à Pompéi. Le regard de Cicéron, Paris, Picard, coll. « Antiqua », 2007, 224 p.
- Dans l’intimité des maîtres du monde. Les décors privés des Romains, Paris, Picard, coll. « Antiqua », 2009, 304 p.
- L’art romain, 2, Des conquêtes aux guerres civiles, Paris, Picard, 2013, 312 p.
- Augusto e Virgilio. La rivoluzione artistica dell’Occidente e l’ara Pacis, Milan, Jaca Book, 2013, 121 p.
- Auguste, L'emprise des signes, Paris, Les Belles Lettres, 2025, 700 p.